# فامسيكلوفير
فامسيكلوفير (INN) هو نظير غوانوزين مضاد فيروسات (دواء) يستخدم لعلاج مختلف أنواع العدوى بفيروسات الهربس، والأكثر شيوعا لهربس نطاقي (القوباء المنطقية). وهو دواء أولي شكل بينسيكلوفير مع تحسن عن طريق الفم توافر حيوي. ويتم تسويق فامسيكلوفير تحت الاسم التجاري  'Famvir'  (نوفارتيس).
في 24 أغسطس 2007، وافقت إدارة الغذاء والدواء في الولايات المتحدة أول إصدار عام لفامسيكلوفير. يتم تصنيعها من قبل تيفا للصناعات الصيدلية وشركة ميلان الصيدلية.

## دواعى الاستخدام
يستخدم فامسيكلوفير لعلاج الهربس النطاقي (القوباء المنطقية)،  علاج فيروس الهربس البسيط 2 (هربس الأعضاء التناسلية)،  هربس الشفة (طفح الشفة المؤلم) في المرضى الذين يعانون مناعيا ولقمع النوبات المتكررة من فيروس الهربس البسيط 2. ويستخدم أيضا لعلاج نوبات متكررة من الهربس البسيط في المرضى بفيروس نقص المناعة البشرية.

## الجرعات
فامسيكلوفير يأتي بمثابة أقراص في أشكال الدواء عن طريق الفم 125 ملغ، 250 ملغ، و 500 ملغ. لعلاج الهربس النطاقي، يؤخذ فامسيكلوفير 500 ملغ كل 8 ساعات (ثلاث مرات يوميا) لمدة 7 أيام. لعلاج القوباء التناسلية يؤخذ مرتين في اليوم لمدة 5 أيام. لعلاج هربس الشفة (القروح الباردة)، ويعطى فامسيكلوفير باعتبار قرص واحد 1500 ملغ جرعة عن طريق الفم. كما يوصف في بعض الأحيان في جرعة واحدة كبيرة بدلا من جرعات صغيرة لعدة أيام. من بين الآثار الجانبية الأخرى، قد يسبب فامسيكلوفير اضطراب في المعدة. فيوصى باستخدام فامسيكلوفير مع الطعام أو الحليب.